# 羅津港
羅津港（ラジンこう）は、朝鮮民主主義人民共和国北東部（朝鮮半島北東部）羅先特別市に位置する港。

## 概要

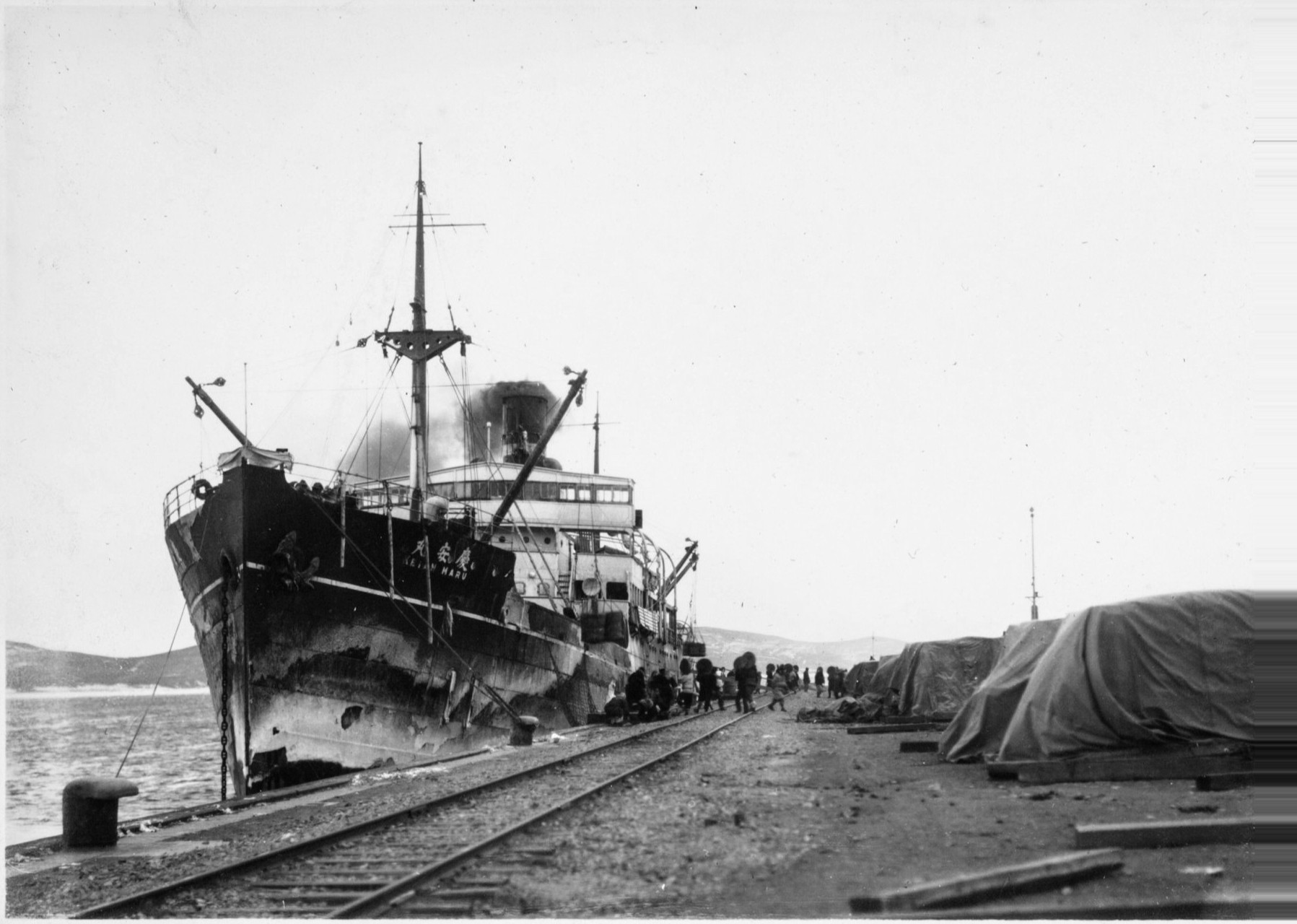
羅津港（日本統治時代）

羅先特別市の羅津区域にあり、3つの埠頭を有する。
第1埠頭は中国から羅津港を経由して中国の上海、寧波等に石炭を輸送する国内運輸を行うために中国企業が上屋を賃貸している。北朝鮮の船舶も接岸する。2008年から使用権を得ていた中国企業が経営悪化し、2012年8月には中国企業のコンソーシアムが第1埠頭から第3埠頭まで全て開発して50年間租借して新たに第4・第5・第6埠頭の3基を建設することを北朝鮮と合意したが、中国側の陳徳銘とともに北朝鮮側でこの計画を担当していた張成沢の粛清でこれらは取り消しになったとされる。
第2埠頭は羅津港と韓国・釜山広域市の釜山港とを結ぶコンテナ航路のために使われていたが、朝鮮半島の南北経済関係の悪化により2012年10月現在、運航が行われていない。
第3埠頭はバラ積み用の埠頭であるが、ロシアと北朝鮮の間の契約により、ロシアが使用権を獲得している。2012年よりロシアが第3埠頭の先端側半分の改修工事を行っている。ロシアでは羅津港経由で韓国等向けに石炭・石油等の輸出を行うことを狙っていたが、北朝鮮への経済制裁の影響で2016年に韓国が北朝鮮に寄港した第三国の船舶が韓国の水域に侵入することを禁止したため、取引先が中国等一部の国に限られることになった。ただそれでも取扱量は増加している。羅津港はもっぱら、国連の経済制裁で北朝鮮産の石炭を輸入できない中国に対し、ロシア産の石炭を輸出するための経由地として使用されている。

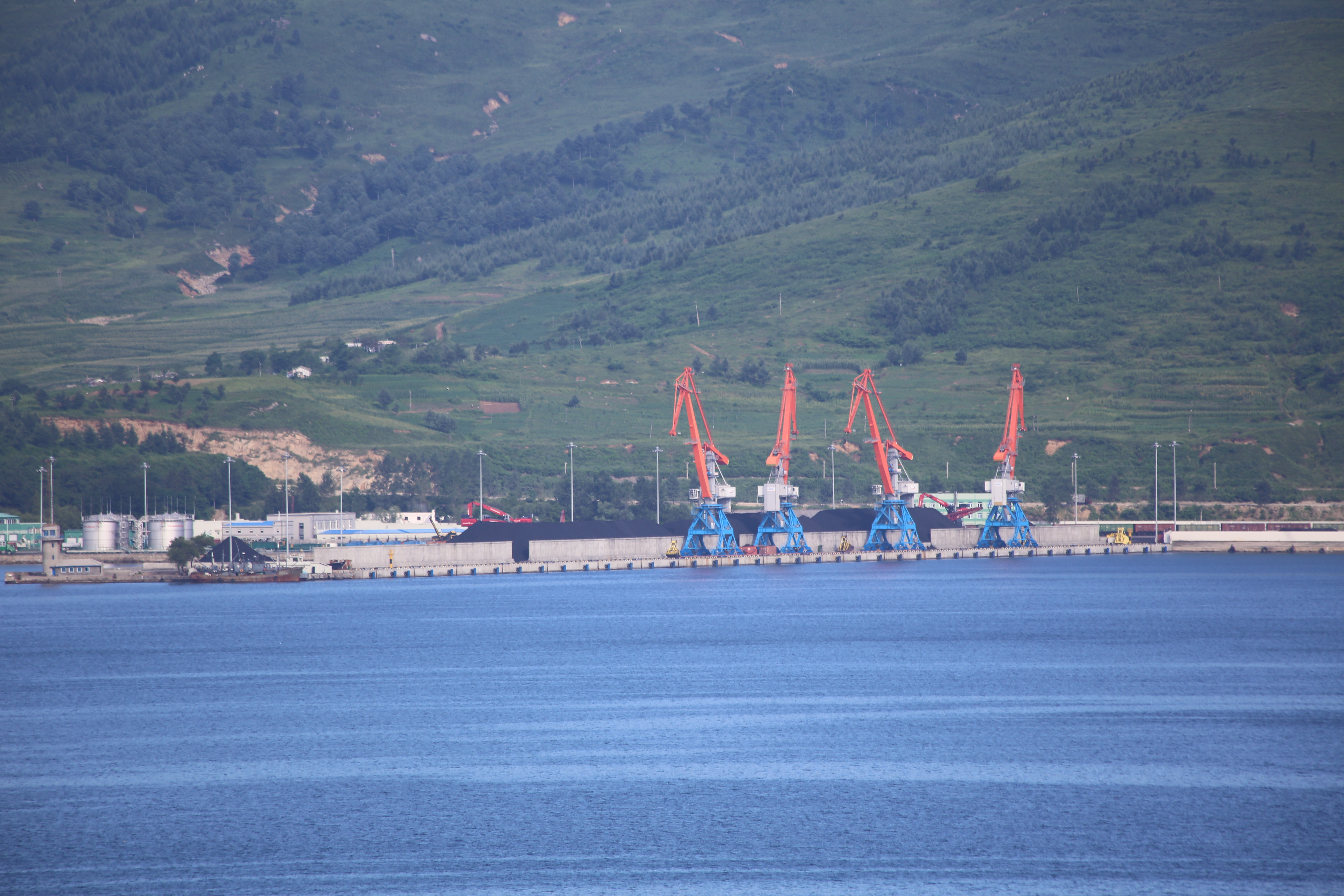
羅津港第3埠頭

## 鉄道
2013年9月に、ロシアのハサン駅との間で四線軌条（ロシアと北朝鮮は軌間が異なるため）による鉄道路線が開通した。ハサン駅と港間の約50kmを約1時間半で結ぶ。